# 尼阿拉
尼阿拉，是西班牙卡斯蒂利亚-莱昂阿维拉省的一个市镇。 总面积11km2, 总人口197人（2001年），人口密度18人/km2。